# 下波尔塔夫卡村委员会
下波尔塔夫卡村委员会（俄语：Нижнеполтавский сельсовет）是俄罗斯联邦阿穆尔州康斯坦丁诺夫卡区所属的一个村委员会。其下辖有1个居民点，行政中心为下波尔塔夫卡。据2016年统计，该村委员会的人口为1171人。